# Centraal Comité voor Ex-moslims
Il Centraal Comité voor Ex-moslims (Comitato centrale per ex musulmani) è un'organizzazione olandese che si propone di aiutare i musulmani che vogliono lasciare l'Islam esercitando il diritto costituzionale della libertà di religione. Lavora, inoltre, per superare il tabù dell'apostasia nel Mondo musulmano e per avviare un dibattito sulla violazione dei diritti delle donne nelle società islamiche.